# 1922 en football
Cet article présente les faits marquants de l'année 1922 en football.

## Janvier
- 15 janvier : au stade du Matin, l'équipe de France s'impose 2-1 face à l'équipe de Belgique.

## Avril
- Liverpool FC est champion d’Angleterre.
- Le Celtic est champion d’Écosse.
- 15 avril : Morton remporte la Coupe d’Écosse face aux Rangers, 1-0.
- 29 avril : Huddersfield Town FC remporte la Coupe d’Angleterre face à Preston North End FC, 1-0
- 30 avril : au Stade Sainte-Germaine de Bordeaux, l'équipe d'Espagne s'impose 4-0 face à l'équipe de France.

## Mai
- Beerschot est champion de Belgique.
- Servette FC est champion de Suisse.
- 7 mai : le Red Star remporte la Coupe de France face au Stade rennais, 2-0.
- 14 mai : le FC Barcelone remporte la Coupe d'Espagne face au Real Unión Club d'Irun, 5-1.
- 25 mai : Novese est champion d’Italie de FIGC.

## Juin
- 18 juin :
  - Pro Vercelli est champion d'Italie de la CCI.
  - Hambourg SV et 1.FC Nuremberg font match nul 2-2 en finale nationale du championnat d'Allemagne. Finale à rejouer.
- 26 juin : FK Velež Mostar est fondé.

## Juillet
- 13 juillet : America est champion de l'État de Rio de Janeiro (Brésil).

## Août
- 6 août : Hambourg SV et 1.FC Nuremberg font match nul 1-1 en finale nationale du championnat d'Allemagne. La fédération allemande déclare le HSV champion, mais le club refuse. Pas de champion d'Allemagne cette année !
- 23 août : création de la Fédération péruvienne de football à Lima (Pérou).
- 26 août : inauguration du stade de Belle Vue à Doncaster (Angleterre).
- 30 août : inauguration du stade de Vicarage Road à Watford (Angleterre).

## Octobre
- 22 octobre : le Brésil remporte la sixième édition de la Copa América disputée sur ses terres.

## Novembre
- 26 novembre : le SC Corinthians est champion de l'État de São Paulo (Brésil).

## Naissances
Plus d'informations : Liste d'acteurs du football nés en 1922.
- 8 janvier : Artemio Franchi, dirigeant italien.
- 19 janvier : Miguel Muñoz, entraîneur espagnol.
- 16 février : Joseph Mermans, footballeur belge.
- 26 février : Carl Aage Præst, footballeur danois.
- 3 mars : Nándor Hidegkuti, footballeur hongrois.
- 5 avril : Sir Tom Finney, footballeur anglais.
- 1er juillet : Riccardo Carapellese, footballeur italien.
- 7 août : René Bader, footballeur suisse.
- 19 août : Léopold Anoul, footballeur belge.
- 6 octobre : Jock Stein, entraîneur écossais.
- 8 octobre : Nils Liedholm, footballeur suédois.
- 28 octobre : Ernest Vaast, footballeur français.
- 8 novembre : Ademir, footballeur brésilien.
- 19 novembre : Rajko Mitić, footballeur yougoslave.

## Décès
- 10 septembre : décès à 40 ans de Fernand Sauveur, international belge.